# Kilyana
Kilyana is een spinnengeslacht in de taxonomische indeling van de Zoropsidae. Het geslacht werd in 2005 beschreven door Raven & Stumkat.

## Onderliggende soorten
- Kilyana bicarinatus Raven & Stumkat, 2005
- Kilyana campbelli Raven & Stumkat, 2005
- Kilyana corbeni Raven & Stumkat, 2005
- Kilyana dougcooki Raven & Stumkat, 2005
- Kilyana eungella Raven & Stumkat, 2005
- Kilyana hendersoni Raven & Stumkat, 2005
- Kilyana ingrami Raven & Stumkat, 2005
- Kilyana kroombit Raven & Stumkat, 2005
- Kilyana lorne Raven & Stumkat, 2005
- Kilyana obrieni Raven & Stumkat, 2005